# Kapsularni-polisaharid endo-1,3-alfa-galaktozidaza
Kapsularni-polisaharid endo-1,3-alfa-galaktozidaza (EC 3.2.1.87, polisaharidna depolimeraza, kapsularna polisaharidna galaktohidrolaza) je enzim sa sistematskim imenom Aerobakter-kapsularna polisaharidna galaktohidrolaza. Ovaj enzim katalizuje sledeću hemijsku reakciju
Randomna hidroliza (1->3)-alfa-D-galaktozidnih veza u Aerobacter aerogenes kapsularnom polisaharidu
Ovaj enzim hidrolizuje galaktozil-alfa-1,3-D-galaktozne veze u kompleksnom supstratu, čime uzrokuje depolimerizaciju.

## Literatura
- Nicholas C. Price; Lewis Stevens (1999). Fundamentals of Enzymology: The Cell and Molecular Biology of Catalytic Proteins (Third изд.). USA: Oxford University Press. ISBN 019850229X.
- Eric J. Toone (2006). Advances in Enzymology and Related Areas of Molecular Biology, Protein Evolution (Volume 75 изд.). Wiley-Interscience. ISBN 0471205036.
- Branden C; Tooze J. Introduction to Protein Structure. New York, NY: Garland Publishing. ISBN 0-8153-2305-0.
- Irwin H. Segel. Enzyme Kinetics: Behavior and Analysis of Rapid Equilibrium and Steady-State Enzyme Systems (Book 44 изд.). Wiley Classics Library. ISBN 0471303097.

## Spoljašnje veze
- Capsular-polysaccharide+endo-1,3-alpha-galactosidase на 